# Herminia helva
Herminia helva är en fjärilsart som beskrevs av Butler 1879. Herminia helva ingår i släktet Herminia och familjen nattflyn. Inga underarter finns listade i Catalogue of Life.